# Diritti LGBT in Pakistan
I diritti delle persone lesbiche, gay, bisessuali e transgender (LGBT) in Pakistan sono considerati immorali, pertanto, un tabù. Secondo la legge pakistana, le attività omosessuali sono illegali. 
Questo divieto deriva da una legge dell'Impero britannico, che fu valida a partire dal 1860, con successive leggi che limitarono ulteriormente i diritti delle persone LGBT, motivandole ufficialmente con la protezione della morale pubblica. 
A causa della mentalità conservatrice nella società, i pakistani si mostrano intolleranti verso l'omosessualità. 
Ciononostante, la comunità LGBT è in grado di organizzare eventi, socializzare ed anche di formare coppie omosessuali, ma solo con estrema discrezione.
Sebbene il Pakistan sia ufficialmente una repubblica islamica, molte leggi sono il risultato dell'eredità lasciata dagli inglesi. 
Come risultato di una crescente tendenza alla liberalizzazione e alla globalizzazione, sta lentamente aumentando negli ultimi anni il numero di eventi gay.
Le tradizionali norme religiose e le credenze culturali non vedono di buon occhio non solo l'omosessualità, ma anche abitudini come il crossdressing. 
Ciò contribuisce agli atteggiamenti omofobi del governo e di molti gruppi. Il Pakistan non è dotato di leggi che proibiscano le discriminazioni e le molestie basate su un vero o presunto orientamento sessuale oppure che riconoscano il matrimonio fra persone dello stesso sesso e le unioni civili.
La comunità LGBT pakistana non ha ancora lanciato una campagna in difesa dei propri diritti, ma c'è un numero sempre crescente di uomini gay che vivono relativamente apertamente nelle città. In una storica sentenza del 2009, la Corte Suprema del Pakistan emise una sentenza in favore dei diritti civili dei cittadini transessuali.

## Questioni giuridiche
Il corpo di leggi pakistane è un misto tra le leggi coloniali anglosassoni e quelle islamiche, entrambe prevedenti una punizione per le attività omosessuali. Il Codice Penale Pakistano del 1860, in origine sviluppato sotto il colonialismo, punisce la sodomia con l'imprigionamento ed altre disposizioni che violano i diritti umani delle persone LGBT. 
Accanto alle leggi inglesi vi sono poi le leggi religiose ed in particolare islamiche, che puniscono la sodomia con la massima pena: la morte. Tuttavia, ad oggi gli omosessuali in Pakistan subiscono al massimo ricatti, molestie, multe ed imprigionamenti, mentre almeno la pena di morte viene loro risparmiata.

## Costituzione del Pakistan
La Costituzione del Pakistan non menziona esplicitamente l'orientamento sessuale e l'identità di genere. Tuttavia, contiene alcune disposizioni potenzialmente in grado di limitare la libertà dei cittadini LGBT.
- Articolo 37 - Parte II: Il governo si impegna a promuovere valori islamici tra i suoi cittadini islamici, a tutelare il matrimonio e la famiglia e ad opporsi alle oscenità.
- Articolo 227 - Parte IX: L'Islam è la religione ufficiale dello Stato, e tutte le leggi e le regole devono essere compatibili con l'Islam, come definito da un consiglio islamico nominato dal governo.

## Codice Penale Pakistano del 1860
Al contrario della Costituzione, il Codice Penale Pakistano del 1860 (che è quello ancora oggi in vigore) menziona esplicitamente tra i reati l'omosessualità e la bisessualità, mentre l'identità di genere è anche qui ignorata. 
Sebbene sia solo uno l'articolo incriminante, numerosi sono gli articoli talvolta usati per incriminare i cittadini LGBT o comunque per limitarne la libertà. Di seguito ne sono segnalati alcuni (in grassetto i più frequenti, in grassetto e tra virgolette l'articolo che fa esplicita menzione all'omosessualità):
- Articolo 141 - Un'adunanza di cinque o più persone è definita illegale se il fine comune dei soggetti coinvolti è [..] di commettere danni o trasgressioni criminali, o altre infrazioni.
- Articolo 153 - Chiunque con parole, o dette o scritte, o con segni, o con rappresentazioni visibili, o in qualunque altro modo, provoca o tenta di provocare uno studente, una classe di studenti, o qualsiasi istituzione correlata al mondo studentesco, a prendere parte in attività politiche che disturbano o minano, o fanno ciò verosimilmente, l'ordine pubblico sarà punito con una reclusione fino a due anni, o con ammenda, o con entrambe.
- Articolo 268 - Una persona è ritenuta colpevole di un disturbo della quiete pubblica se compie un qualsiasi atto o è colpevole di un'omissione illegale che provoca lesioni, pericoli o disturbi al pubblico o per le persone in generale che abitano o occupano un immobile nelle vicinanze, o che deve necessariamente provocare lesioni, ostruzione, pericolo o disturbo alle persone che possono avere l'occasione di avvalersi del diritto pubblico.
- Articolo 269 - Chiunque in violazione di legge o per negligenza compia qualsiasi atto che è, e che egli sa o che ha motivo di credere che lo sia, capace di diffondere il contagio di una malattia pericolosa per la vita, è punito con la reclusione per un periodo che può estendersi fino a sei mesi, o con una multa, o con entrambi.
- Articolo 270 - Chiunque compia con malvagità un atto che è, e che egli sa o che ha motivo di credere che lo sia, capace di diffondere il contagio di una malattia pericolosa per la vita, è punito con la reclusione per un periodo che può estendersi fino a due anni, o con una multa, o con entrambi.
- Articolo 290 - Chiunque commetta un disturbo della quiete pubblica in qualche caso non altrimenti punibile con questo codice, è punito con una multa che può estendersi fino a seicento rupie.
- Articolo 292 - È severamente vietata la vendita, la distribuzione, l'esposizione, la proprietà o l'importazione di immagini, libri e pamphlet osceni.
- Articolo 294 - Sono severamente vietati gli atti osceni in luogo pubblico, ma anche canzoni, musiche e poesie altrettanto oscene.
- Articolo 371A - Chiunque venda, consenta di noleggiare o ceda una persona con l'intento che tale soggetto possa essere assunto o utilizzato a fini di prostituzione o di rapporti illeciti con altri soggetti o per scopi illeciti e immorali, o sapendo probabile l'assunzione e l'utilizzo di tale soggetto per tali scopi, è punito con una reclusione che può estendersi fino a 25 anni, ed è inoltre passibile di multa.
- Articolo 371B - Qualora una donna venga venduta, concessa in noleggio, o ceduta ad una prostituta o ad una qualsiasi persona che detiene o gestisce un bordello, il responsabile di tale trattamento di tale donna è ritenuto fino a prova contraria colpevole in quanto avente l'obiettivo di utilizzare tale donna a fini di prostituzione.
- "Articolo 377" - Chiunque abbia volontariamente un rapporto carnale contro l'ordine della natura con qualsiasi uomo, donna o animale, è punito con la reclusione a vita, o con la reclusione da un minimo di due anni a un massimo di dieci, ed è inoltre passibile di multa. (La penetrazione è sufficiente per costituire il rapporto carnale necessario per vedersi ascritto questo reato)
- Articolo 496 - Chiunque, con intenti disonesti o fraudolenti, giunga alla cerimonia nuziale pur sapendo che in questo risulta comunque non legalmente sposato, è punito con la reclusione per un periodo che può estendersi fino a sette anni, ed è passibile di multa.

N. B. Ai fini degli articoli 371A e 371B, con "rapporti illeciti" si intende il rapporto sessuale tra persone non unite in matrimonio, con conseguente implicito riferimento alle coppie omosessuali che nel paese asiatico non hanno il diritto di sposarsi. Invece, ai fini dell'articolo 377, con "contro l'ordine natura della natura" si fa riferimento a quella corrente di pensiero di matrice omofoba secondo cui l'omosessualità è, appunto, contro natura.

## Casi di abusi e contraddizioni
Sono stati segnalati numerosi episodi di abusi sessuali da parte di ecclesiastici verso giovani ragazzi di sesso maschile nelle scuole religiose (le cosiddette madrase).
È difficile in questi casi ottenere giustizia per le vittime perché la società pakistana si rifiuta di credere che un chierico possa essere coinvolto in situazioni del genere; di conseguenza le vittime, giovani ragazzi di sesso maschile costretti ad avere un ruolo ricettivo nella penetrazione anale, sono spesso ritenute gay e pertanto soggetto di una pubblica ostilità e addirittura di sanzioni legali.
Un ecclesiastico della città di Kahuta, nella regione del Punjab al confine con l'India, il 31 dicembre 2007 affermò che ogni persona omosessuale dovrebbe essere uccisa per fermare quest'improvvisa crescita della consapevolezza sessuale, indicando come metodi adatti sia la decapitazione che la lapidazione.
Mentre la comunità LGBT non è ancora pronta ad affrontare questi attacchi e questi pregiudizi, un crescente numero di uomini gay e bisessuali stanno creando dei social network.
Alcune aree metropolitane come quelle di Lahore e di Karachi hanno visto un incremento di uomini gay, per lo più provenienti dal ceto medio o dalle classi più alte della società, riunirsi in alcune feste con l'obiettivo di uscire dall'invisibilità e dall'anonimato cui sono sottoposti.
Queste feste in genere coinvolgono un range numero di uomini che ballano insieme in enormi stanze isolate fatte a mo' di discoteca praticando petting. 
Nel 2008, un episodio che catturò l'attenzione dei passanti riguardava degli uomini che, praticando crossdressing, ballavano sulle note di Bollywood su un tetto. Un intervistato anonimo disse alla BBC che non ricordava in 10 anni un'occasione come questa durante la quale abbia sentito minacciata la sua sessualità.
Tuttavia, nel 2003, tre uomini pakistani furono arrestati proprio a Lahore quando uno dei loro parenti svelò pubblicamente che essi avevano avuto un rapporto sessuale durante un festa privata. La pena loro inflitta è tuttora ignota.
Nel 2005, Liaquat Ali, un uomo di 42 anni proveniente dalla Khyber Agency (una zona delle Aree Tribali di Amministrazione Federale al confine con l'Afghanistan) sposò Markeen, un suo compagno di tribù di 16 anni, con tutti i festeggiamenti tipici di ogni matrimonio. 
Tuttavia, ritenendo questo gesto contrario alla legge islamica, un consiglio tribale ordinò alla coppia di abbandonare la tribù o i due sposi sarebbero stati uccisi.
Dove gli uomini si stanno aprendo a "nuove" forme di sessualità, il lesbismo ha minore risonanza ed è infatti raro sentire di due donne impegnate in una relazione. Tuttavia, un caso del 2008 spinse una corte giudiziaria a riaffermare l'uguale indegnità delle relazioni gay e di quelle lesbiche.
Quello che sembra comunque emergere è un paese che sul tema è contraddittorio: infatti, da una parte è innegabile che le leggi ed anche la mentalità degli abitanti limitino la libertà degli abitanti LGBT, ma dall'altra è evidente come gli stessi LGBT stiano iniziando a prendere consapevolezza dei propri diritti, come dimostrano le frequenti feste private. 
L'ultima contraddizione risale al 15 giugno 2013, quando una ricerca del Pew Research Center ha evidenziato come gli atteggiamenti omofobi del Pakistan stridano col fatto che proprio il paese asiatico detiene il record di ricerche su Google a tema pornografico, soprattutto di materiale su rapporti tra gay.
Più in particolare, il paese è primo nel mondo per la ricerca dei termini "shemale sex" (letteralmente "sesso di una transessuale con genitali maschili"), secondo per "man fucking man" ("uomo che ha rapporti sessuali con uomo") e terzo per "gay sex pics" ("foto sesso gay").

## Transessualità e intersessualità

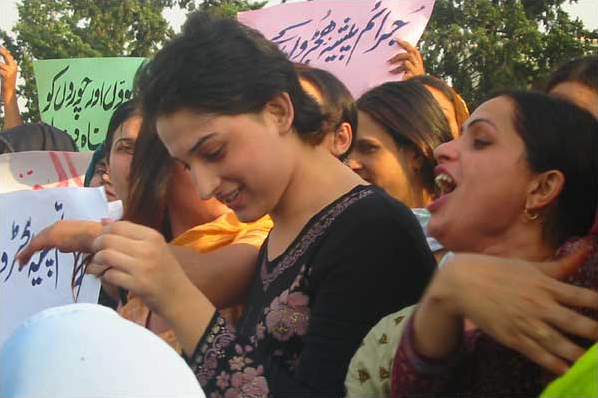
Una fiorente comunità di persone transessuali vestite da donna mentre protestano a Islamabad, la capitale del paese.

In molte nazioni dell'Asia meridionale è diffusa la convinzione che vi sia un terzo sesso, e cioè alcune persone alle quali ci si riferisce né come maschi né come femmine. 
Queste persone in questa regione del mondo prendono il nome di hijra. In alcune pubblicazioni in lingua inglese sono indicate come transessuali.
Esattamente come le persone transgender, può capitare che anche le persone hijra siano vittime di irrisioni, abusi e violenze.
Tuttavia, generalmente godono di un certo livello di accettazione per la posizione che occupavano nella società Desi, che abitava nella medesima regione nell'era pre-coloniale. Per esempio, sono graditi alle cerimonie nuziali dove danzano per intrattenere gli uomini, ma sono anche ben accetti dalle donne.
La loro presenza nella società è generalmente tollerata e sono considerati addirittura benedetti nella cultura pakistana. Essa ritiene infatti che le persone hijra siano diretti discendenti degli eunuchi di corte dell'era Moghul.
Ritenendo che siano nati con una disforia genitale e temendo che potrebbero maledire qualcuno, le persone ascoltano i loro desideri, danno loro l'elemosina, e li invitano a numerosi eventi, come ad esempio la nascita di un bambino, la sua circoncisione o i matrimoni.
Questo mistero che avvolge la loro esistenza è nato dal fatto che le comunità hijra vivono una vita molto riservata. Nel 2004, la sola città di Lahore contava almeno 10.000 travestiti.
I pakistani hanno cominciato ad accettare anche gli interventi per cambiare sesso come un qualcosa causato dal disturbo dell'identità di genere o dal semplice gusto di farlo. Ci sono situazioni del genere che sono giunte addirittura sotto le luci della ribalta.
Nel 2008, l'Alta Corte di Lahore permise a Naureen, una donna di 28 anni, di sottoporsi ad un intervento per cambiare sesso, sebbene la decisione possa essere applicata solo a coloro che soffrono del già citato disturbo dell'identità di genere.
Tale decisione spianò la strada alla storica sentenza del 2009 della Corte Suprema del Pakistan, secondo la quale i travestiti in quanto cittadini avevano diritto alla parità di benefici e ad uguali tutele da parte della legge, invitando il governo ad adottare misure per proteggerli da discriminazioni e molestie.

### Media e cultura di massa
Nel 2005, Ali Saleem, uomo di 28 anni nonché figlio di un colonnello dell'esercito, fu ospitato in un programma televisivo come esempio di persona che praticava il crossdressing imitando il primo ministro donna Benazir Bhutto. 
Lanciandosi in esibizioni, conquistò la simpatia del pubblico tanto che riuscì a lanciare un talk show tutto suo. Nel suo programma, egli ancora oggi invita illustri personaggi politici del suo paese, come ad esempio Naimatullah Khan, sindaco di Karachi dall'agosto 2001 al giugno 2005. Nella sua trasmissione si è creato un alter ego, che viene spesso paragonato a Dame Edna Everage.

## Prese di posizione del governo
Come visto in precedenza, il Codice Penale del Pakistan considera gli atti sessuali tra persone dello stesso sesso illegali e punibili con un certo periodo di detenzione. A causa però del processo di islamizzazione portato avanti dal generale e presidente Muhammad Zia-ul-Haq negli anni 1980, le leggi della shari'a furono inserite nel corpus di leggi dello Stato.
Numerose furono infatti le leggi emanate sotto il suo governo che miravano a punire severamente l'adulterio, la fornicazione, il consumo di alcol e gli atti sessuali tra persone dello stesso sesso. Fu invece esclusa dai crimini la pederastia.
Per il codice penale del 1860 sviluppato in era coloniale, gli atti omosessuali erano un crimine punibile con una pena da 2 a 10 anni di reclusione, mentre gli atti sessuali non finalizzati alla procreazione (come ad esempio il sesso orale o il sesso anale, senza alcuna distinzione tra etero e omosessuali) venivano puniti con l'ergastolo. 
Tuttavia, quando la shari'a ha iniziato ad introdursi nell'apparato legislativo pakistano, anche punizioni corporali come la percossione con 100 colpi di frusta e la lapidazione hanno preso piede. 
Risulta quindi che un pakistano LGBT possa incorrere nella pena giudiziaria o in quella religiosa, ma nei casi peggiori anche in entrambe. Tuttavia, in nessun caso noto all'opinione pubblica ci si è spinti a tanto, ma non mancano certo episodi di molestie da parte della polizia con relative multe e periodi da scontare in galera.

### Il voto dell'UNHCR
Il governo di Islamabad ha sempre dimostrato una forte resistenza nel trattare l'argomento dei diritti LGBT e non ha mai nascosto la sua intolleranza. Un voto delle Nazioni Unite inizialmente previsto per il 25 aprile 2003 sui diritti umani LGBT è saltato a causa di un'alleanza in extremis tra cinque paese musulmani fortemente contrari, tra cui il Pakistan. Gli altri quattro furono l'Egitto, la Libia, l'Arabia Saudita e la Malaysia.
Tali paesi infatti tardarono di proposito il proprio voto al fine di bloccare il procedimento e proposero degli emendamenti volti ad eliminare proprio la proibizione della discriminazione basata sull'orientamento sessuale, svuotando di fatto il provvedimento di ogni significato. 
La risoluzione fu presentata dal Brasile con il supporto di 19 dei 53 paesi membri del Consiglio per i diritti umani delle Nazioni Unite a Ginevra.
Il paese sudamericano invitò gli stati membri a promuovere e proteggere i diritti umani di tutte le persone, indipendentemente dal loro orientamento sessuale.

### La negazione dell'omosessualità
Il governo afferma che l'omosessualità non sia mai esistita in Pakistan e che i diritti LGBT siano concetti alieni al paese e pertanto provenienti dall'Occidente decadente.

### Diritti civili
Non esiste alcuna legislazione sui diritti civili che proibisca la discriminazione basata sull'orientamento sessuale e sull'identità di genere né ci sono partiti o organizzazioni politiche in Pakistan che perorino pubblicamente la causa dei diritti LGBT. 
Alcuni sociologi hanno tuttavia fatto notare come le leggi penali contro i cittadini LGBT siano applicate raramente e come vengano invece usate dalla polizia o da privati sotto forma di ricatto.

### Politica e LGBT
Le organizzazioni e i partiti politici devono obbligatoriamente rispettare l'Islam e la "pubblica morale" che potrebbe escludere qualsiasi appoggio ai diritti LGBT. L'unica eccezione viene fatta per le persone transessuali e per quelle appartenenti al cosiddetto terzo sesso. 
Nel 2009, la Corte Suprema del Pakistan ha stabilito che il governo deve prendere misure proattive per proteggere le persone transessuali da molestie e discriminazioni, anche se una legislazione in materia di identità di genere continua a non esistere. Il terzo sesso è invece protetto ufficialmente dalla discriminazione da parte della Corte Suprema del Pakistan a partire dal 2010.

## Argomenti correlati
Un crescente numero di uomini pakistani gay e bisessuali in gran parte dalle città o dalle classi sociali superiori vivono più apertamente il loro orientamento sessuale e sono anche attivamente coinvolti nella vita pubblica. 
Sebbene questi non abbiano lanciato alcuna campagna o movimento in difesa dei loro diritti, Internet ha giocato un ruolo importante nel combattere l'isolamento con social network come Facebook e Orkut e con numerosi blog, mentre la stessa blogosfera non sembra aver cambiato significativamente la vita.
Uno degli argomenti che ha avuto il merito di aprire un seppur minimo dibattito sui diritti LGBT è stato il tentativo di combattere la diffusione dell'AIDS-HIV tra uomini che hanno rapporti sessuali con altri uomini ma che non necessariamente si identificano come gay o bisessuali. 
Rapporti ufficiali dell'UNAIDS indicano che nel paese si hanno dei sospetti sui camionisti notturni, noti per intrattenere rapporti sessuali con uomini più giovani.

### La battaglia contro l'AIDS-HIV
La pandemia dell'AIDS cominciò a diffondersi in Pakistan a partire dal 1987, e nel 2004 rapporti ufficiali del governo stimavano che almeno 3.000 cittadini ne fossero affetti, sebbene molti all'epoca ritennero quelle cifre più basse di quelle reali e che il governo stesse sottovoalutando il problema.
Si ritiene che nel corso degli anni il numero di malati sia cresciuto tra le 70.000 e le 80.000 unità, arrivando forse a quota 210.000 in tutto il paese.
Oggi, nel paese islamico esiste un piccolo numero di organizzazioni che promuovono la diffusione di informazioni al fine di combattere la pandemia: la più famosa è senza dubbio la "Association for People Living With AIDS/HIV In Pakistan" (italiano: Associazione per le Persone Con AIDS/HIV In Pakistan), fondata nel 2006. I componenti di tale associazione hanno spesso criticato gli atteggiamenti del governo nei confronti dell'emergenza. 
Nel paese, infatti, è diffusa molta ignoranza riguardo alla malattia stessa e ai suoi metodi di trasmissione: tra le persone più rischio vi sono coloro che si prostituiscono, in quanto non hanno accesso a profilattici né ad altri metodi contraccettivi.
Di conseguenza, mentre in passato si discuteva poco o nulla sulla tolleranza o sull'accettazione delle persone LGBT, oggi gli argomenti inerenti all'orientamento sessuale e all'identità di genere sono sempre più apertamente oggetto di dibattiti, soprattutto per quanto riguarda il collegamento con l'AIDS-HIV e la prostituzione.
Infatti, molti giovani ragazzi di entrambi i sessi, indipendentemente dal loro orientamento sessuale, sono costretti a prostituirsi a causa della povertà delle loro famiglie.

## Incidente all'ambasciata USA di Islamabad
Il 4 luglio 2011, l'ambasciata degli Stati Uniti d'America di Islamabad ha ospitato un evento a sostegno dei diritti LGBT. L'ambasciata stessa ha descritto l'evento come la prima celebrazione dell'orgoglio LGBT. Jamaat-e-Islami, un partito politico molto conservatore, ed altri gruppi religiosi hanno condannato tale evento con una protesta.

## Tabella riassuntiva
| Attività e relazioni sessuali legali                         | (Punizione con reclusione)                                                                          |
| Parità dell'età di consenso                                  | No                                                                                                  |
| Leggi anti-discriminazione sul lavoro                        | No                                                                                                  |
| Leggi anti-discriminazione nella fornitura di beni e servizi | No                                                                                                  |
| Leggi anti-discriminazione in tutti gli altri settori        | No                                                                                                  |
| Matrimonio egualitario                                       | No                                                                                                  |
| Unione civile                                                | No                                                                                                  |
| Adozione                                                     | |
| Autorizzazione a prestare servizio nelle forze armate        | |
| Diritto di cambiare legalmente sesso                         | ✔️ Legale, ma l'autodeterminazione di genere è stata annullata nel 2023; prima era legale dal 2018. |
| Accesso alla fecondazione in vitro per le coppie lesbiche    | No                                                                                                  |
| Surrogazione di maternità                                    | No                                                                                                  |
| Divieto terapie di conversione                               | No                                                                                                  |
| Permessa la donazione di sangue per le persone omosessuali   | No                                                                                                  |